# Stellan Skarsgård
Stellan John Skarsgård (tiếng Thụy Điển: [²stɛlːan ˈskɑːʂɡoːɖ] ⓘ; sinh ngày 13 thán 6 năm 1951) là một nam diễn viên người Thụy Điển.

## Thời thơ ấu
Sinh ra tại Göteborg, Thụy Điển, Skarsgård là con trai của bà Gudrun (nhũ danh: Larsson) và ông Jan Skarsgård.

## Giải thưởng và đề cử
| Giải thưởng                                    | Năm     | Hạng mục                                            | Phim                                     | Kết quả   | Ghi chú             |
| ---------------------------------------------- | ------- | --------------------------------------------------- | ---------------------------------------- | --------- | ------------------- |
| Berlin International Film Festival             | 1982    | Best Actor                                          | The Simple-Minded Murderer               | Đoạt giải | [ 3 ]               |
| Bodil Awards                                   | 2014    | Bodil Award for Best Actor                          | Nymphomaniac                             | Đề cử     |                     |
| Denmark's National Association of Film Critics | 2004    | Best Supporting Actor                               | Dogville                                 | Đề cử     | [ 4 ]               |
| European Film Academy                          | 1998    | European Film Award for Achievement in World Cinema | Amistad Good Will Hunting                | Đoạt giải | [ 5 ]               |
| European Film Academy                          | 2000    | Best Actor                                          | Aberdeen                                 | Đề cử     | [ 6 ]               |
| European Film Academy                          | 2001    | Best Actor                                          | Taking Sides                             | Đề cử     | [ 7 ]               |
| Fangoria Chainsaw Awards                       | 2006    | Best Actor                                          | Dominion: Prequel to the Exorcist        | Đề cử     | [ 8 ]               |
| Guldbagge Awards                               | 1981/82 | Best Actor                                          | The Simple-Minded Murderer               | Đoạt giải | [ 9 ]               |
| Guldbagge Awards                               | 1989    | Best Actor                                          | Täcknamn Coq Rouge The Women on the Roof | Đoạt giải | [ 9 ]               |
| Guldbagge Awards                               | 2017    | Best Supporting Actor                               | Borg McEnroe                             | Đoạt giải | [ 10 ] [ 11 ] [ 9 ] |
| International Press Academy                    | 2008    | Best Actor – Miniseries or Television Film          | God on Trial                             | Đề cử     | [ 12 ]              |
| Jameson Dublin International Film Festival     | 2012    | Career Achievement Award                            | –                                        | Đoạt giải | [ 13 ]              |
| Mar del Plata Film Festival                    | 2002    | Best Actor                                          | Taking Sides                             | Đoạt giải | [ 14 ]              |
| Norwegian International Film Festival          | 2010    | Best Actor                                          | A Somewhat Gentle Man                    | Đoạt giải | [ 15 ]              |
| People's Choice Awards                         | 2009    | Favorite Cast                                       | Mamma Mia!                               | Đề cử     | [ 16 ]              |
| Robert Award                                   | 2004    | Best Supporting Actor                               | Dogville                                 | Đề cử     | [ 17 ]              |
| Screen Actors Guild                            | 1998    | Outstanding Performance by a Cast                   | Good Will Hunting                        | Đề cử     | [ 18 ]              |